# Namp'o

Territorio de la ciudad Especial de Nampo

Nampo (en hangul, 남포; en hanja, 南浦; en McCune-Reischauer, Namp'o), oficialmente Ciudad Especial de Nampo (en hangul, 남포특별시, en hanja, 南浦特別市) es una ciudad de Corea del Norte, parte de la provincia de Pyongan del Sur. Está situada en la costa oeste de la península de Corea, a la orilla del mar Amarillo, y es el puerto más importante del país.
La localidad se encuentra en la desembocadura del río Taedong y está a 50 kilómetros de la capital del país, Pionyang, con la que está conectada por vía fluvial. El mar está separado del río por la Presa del Oeste, una obra arquitectónica de 15 kilómetros. Fue una ciudad directamente gobernada desde 1980 hasta 2004, cuando el ejecutivo norcoreano cambió su estatus por el de "ciudad especial" adscrita a la región de Pyongan.

## Historia
Nampo fue un humilde pueblo de pescadores hasta que en 1897 se habilitó su uso como puerto de comercio exterior, estratégico al limitar con el mar Amarillo y estar cerca del río Taedong. Tres años antes, los japoneses habían establecido allí una pequeña base logística. A comienzos del siglo XX se le dotó de infraestructuras básicas para impulsar su crecimiento.
Cuando finalizó la ocupación japonesa de Corea en 1945, Nampo quedó bajo jurisdicción de lo que hoy es Corea del Norte, ocupada por la Unión Soviética y después gobernada por Kim Il-sung. Durante la guerra de Corea fue un puerto estratégico y se convirtió en el cuartel general de la Marina Popular de Corea para su flota en el mar Amarillo. El Gobierno norcoreano incrementó las inversiones en el puerto de Nampo para convertirlo en un centro de comercio exterior con países aliados como la URSS y la República Popular China, lo que impulsó la industria naval de la zona. El barco espía estadounidense USS Pueblo, capturado en Wonsan en 1968, fue trasladado a Nampo un año después y desde entonces permanece allí.
A finales de 1979 fue designada "ciudad directamente gobernada", dentro de la reforma administrativa nacional aplicada entonces en Corea del Norte. Entre 1981 y 1986 se construyó la Presa del Oeste o Presa de Nampo para controlar el tráfico marítimo entre la desembocadura del río Taedong y el mar Amarillo. En 1998 se concluyeron las obras de la autopista hacia Pionyang. Desde 2004 tiene el estatus de ciudad especial adscrita a la región de Pyongan del Sur.

## Geografía
Nampo se encuentra en la orilla norte del río Taedong, exactamente a 15 kilómetros al este de la desembocadura del río. 
A pesar de que tiene un clima continental monzónico y abundante terreno llano, la agricultura en la zona se ha visto limitada por la escasez de precipitaciones y la falta de agua dulce, algo provocado en parte por la construcción de la Presa del Oeste.

### Clima
| Parámetros climáticos promedio de Namp'o | Parámetros climáticos promedio de Namp'o | Parámetros climáticos promedio de Namp'o | Parámetros climáticos promedio de Namp'o | Parámetros climáticos promedio de Namp'o | Parámetros climáticos promedio de Namp'o | Parámetros climáticos promedio de Namp'o | Parámetros climáticos promedio de Namp'o | Parámetros climáticos promedio de Namp'o | Parámetros climáticos promedio de Namp'o | Parámetros climáticos promedio de Namp'o | Parámetros climáticos promedio de Namp'o | Parámetros climáticos promedio de Namp'o | Parámetros climáticos promedio de Namp'o |
| Mes                                      | Ene.                                     | Feb.                                     | Mar.                                     | Abr.                                     | May.                                     | Jun.                                     | Jul.                                     | Ago.                                     | Sep.                                     | Oct.                                     | Nov.                                     | Dic.                                     | Anual                                    |
| ---------------------------------------- | ---------------------------------------- | ---------------------------------------- | ---------------------------------------- | ---------------------------------------- | ---------------------------------------- | ---------------------------------------- | ---------------------------------------- | ---------------------------------------- | ---------------------------------------- | ---------------------------------------- | ---------------------------------------- | ---------------------------------------- | ---------------------------------------- |
| Temp. máx. media (°C)                    | -2.2                                     | 0.6                                      | 6.7                                      | 14.4                                     | 20.6                                     | 24.4                                     | 26.7                                     | 27.2                                     | 23.3                                     | 17.2                                     | 8.9                                      | 1.7                                      | 14.1                                     |
| Temp. mín. media (°C)                    | -7.8                                     | -5.6                                     | 0                                        | 6.1                                      | 12.2                                     | 17.2                                     | 21.1                                     | 21.1                                     | 16.1                                     | 9.4                                      | 2.2                                      | -4.4                                     | 7.3                                      |
| Precipitación total (mm)                 | 12.7                                     | 12.7                                     | 25.4                                     | 43.2                                     | 71.1                                     | 81.3                                     | 261.6                                    | 221                                      | 109.2                                    | 43.2                                     | 40.6                                     | 20.3                                     | 942.3                                    |
| Fuente: Weatherbase                      |                                          |                                          |                                          |                                          |                                          |                                          |                                          |                                          |                                          |                                          |                                          |                                          |                                          |

## Administración

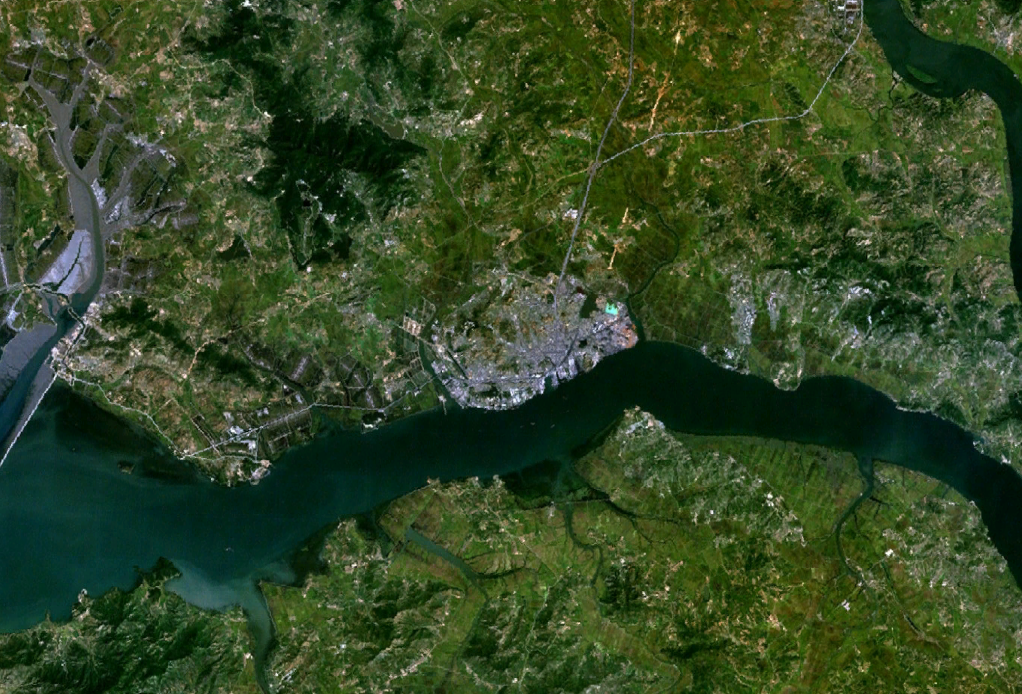
Imagen vía satélite del puerto de Nampo.

Nampo está dividida en cinco distritos (guyŏk) y dos condados (gun)
- Distrito Waudo (와우도구역)
- Distrito Hanggu (항구구역)
- Distrito Chŏllima (천리마구역)
- Distrito Kangsŏ (강서구역)
- Distrito Taean (대안구역)
- Condado Ryonggang (룡강군)
- Condado Onchŏn (온천군)

## Economía
La base del comercio de Nampo es su puerto marítimo, conectado con el interior de Corea del Norte por carretera, vía fluvial y ferrocarril. 
La construcción de la Presa del Oeste tiene 36 esclusas y tres grandes cámaras de bloqueo que permiten el paso de barcos con cargas superiores a los 50.000 DWT según sus responsables, aunque en el puerto solo se acogen barcos con carga de 20.000 DWT. El canal del río oscila entre los 6,4 y 7,6 metros de profundidad, y ofrece anclaje desde 11 hasta 12 metros. El muelle de carga tiene una profundidad de 7,1 a 9,1 metros.
La Marina Popular de Corea estableció su cuartel general allí durante la guerra de Corea, lo que ha permitido desarrollar la industria naval, y en torno a la actividad portuaria se ha desarrollado la economía, bajo el control del Gobierno norcoreano. Allí se encuentran el complejo de fundición, la compañía cristalera, el complejo pesquero, la sede del fabricante de automóviles Pyeonghwa Motors y otras fábricas locales. Al norte de la ciudad hay empresas para el transporte de mercancías, productos de pesca y una fábrica de sal. Las manzanas cultivadas en el distrito de Ryonggang son un famoso producto local.

## Ciudades hermanadas
- San Petersburgo, Rusia
- Tianjin, China